# Dziś prawdziwych Cyganów już nie ma
Dziś prawdziwych Cyganów już nie ma – utwór muzyczny z 1976, wykonywany w duecie przez polskich piosenkarzy Marylę Rodowicz i Stana Borysa. Został skomponowany przez Andrzeja Zielińskiego, a autorką jego tekstu jest Agnieszka Osiecka. W 1976 został wydany jego niealbumowy singel.

## Historia utworu
W 1975 Agnieszka Osiecka pracowała z reżyserem Stanisławem Wohlem nad cyklem programów Sentymenty dla Telewizji Polskiej. Do pierwszego z nich, o tematyce cygańskiej, muzykę komponował Andrzej Zieliński. Inspiracją dla tekstu „Dziś prawdziwych Cyganów już nie ma” był dla Osieckiej sen, w którym Stan Borys jechał konno przez Falenicę, rozdając ludziom podarunki. Obudziwszy się, napisała tekst i zaniosła go do mieszkającego po sąsiedzku Borysa. Ten początkowo odmówił nagrania, ponieważ nie miał planów artystycznych i nie przyjmował żadnych propozycji. Niedługo później dał się przekonać do nagrania piosenki podczas spotkania z Osiecką w Hotelu Bristol. Propozycję przygotowania aranżacji odrzucili ze względu na brak czasu Tomasz Ochalski, Adam Sławiński i Włodzimierz Korcz. Ostatecznie utwór zaaranżował Andrzej Żylis. Jako że Borys planował wyjazd do Stanów Zjednoczonych, a data nagrania telewizyjnego była nieznana, twórcy wpadli na pomysł nagrania piosenki jako duet z Marylą Rodowicz i jej ewentualnego solowego udziału w Sentymentach. Ostatecznie nagranie telewizyjne z udziałem obojga artystów odbyło się w listopadzie 1975.
W 1976 utwór został wydany przez Tonpress jako singel na 7-calowej płycie gramofonowej, z solowym utworem Borysa „Czułość” na stronie B. W 1996 nagranie ukazało się na kompilacji Rodowicz Antologia 1 (1996).
W czerwcu 1976 Rodowicz i Skaldowie (w których grał Zieliński) wykonali utwór podczas XIV Krajowego Festiwalu Piosenki Polskiej w Opolu.
W 1999 Rodowicz wydała nową, solową wersję utworu na albumie Karnawał 2000.

## Covery
W 1999 Edyta Górniak wykonywała cover utworu podczas trasy koncertowej Live ’99. Nagranie występu znalazło się na wydanym w tym samym roku albumie koncertowym Live ’99.
Skaldowie wykonali piosenkę z Górniak podczas jubileuszowych koncertów na XL Międzynarodowym Festiwalu Piosenki w Sopocie (2003) i LII Krajowym Festiwalu Piosenki Polskiej w Opolu (2015).
17 lipca 2022 Justyna Steczkowska wykonała utwór podczas emitowanego przez TVP2 koncertu Wakacyjnej Trasy Dwójki we Włocławku, dedykowanemu kulturze Romów.